# La Jaulilla, Salamanca
La Jaulilla är en ort i Mexiko.   Den ligger i kommunen Salamanca och delstaten Guanajuato, i den centrala delen av landet, 250 km nordväst om huvudstaden Mexico City. La Jaulilla ligger 1 737 meter över havet och antalet invånare är 127.
Terrängen runt La Jaulilla är huvudsakligen platt, men söderut är den kuperad. Runt La Jaulilla är det ganska tätbefolkat, med 185 invånare per kvadratkilometer. Närmaste större samhälle är Salamanca, 6,4 km nordost om La Jaulilla. Trakten runt La Jaulilla består till största delen av jordbruksmark.